# UE Engordany
UE Engordany är en fotbollsklubb i Escaldes-Engordany i Andorra, grundad 2001. Klubben spelar i Andorras högsta division Primera Divisió.

## Meriter
- Primera Divisió: 0
Andra plats: 2017/18
- Copa Constitució: 1
2019
- Supercopa de Andorra: 0

## Färger
UE Engordany spelar i blå trikåer, bortastället är blå och vit.
| UE Engordany | UE Engordany |

### Trikåer
| Lagfärger · Lagfärger · Lagfärger · Lagfärger · Lagfärger | Lagfärger · Lagfärger · Lagfärger · Lagfärger · Lagfärger | Lagfärger · Lagfärger · Lagfärger · Lagfärger · Lagfärger |

## Placering tidigare säsonger
| Säsong  | Nivå | Liga            | Placering | Referens | Notering |
| ------- | ---- | --------------- | --------- | -------- | -------- |
| 2010/11 | 2    | Segona Divisió  | 3         | [ 1 ]    |          |
|         |      |                 |           |          |          |
| 2011/12 | 1    | Primera Divisió | 6         | [ 2 ]    |          |
| 2012/13 | 1    | Primera Divisió | 8         | [ 3 ]    |          |
|         |      |                 |           |          |          |
| 2013/14 | 2    | Segona Divisió  | 1         | [ 4 ]    |          |
|         |      |                 |           |          |          |
| 2014/15 | 1    | Primera Divisió | 7         | [ 5 ]    |          |
| 2015/16 | 1    | Primera Divisió | 5         | [ 6 ]    |          |
| 2016/17 | 1    | Primera Divisió | 5         | [ 7 ]    |          |
| 2017/18 | 1    | Primera Divisió | 2         | [ 8 ]    |          |
| 2018/19 | 1    | Primera Divisió | 4         | [ 9 ]    |          |
| 2019/20 | 1    | Primera Divisió | 3         | [ 10 ]   |          |
| 2020/21 | 1    | Primera Divisió | 6         | [ 11 ]   |          |
| 2021/22 | 1    | Primera Divisió | 7         | [ 12 ]   |          |
| 2022/23 | 1    | Primera Divisió |           | [ 13 ]   |          |

## Trupp
Uppdaterad: 27 oktober 2022
| Nr | Land           | Pos | Namn              |
| -- | -------------- | --- | ----------------- |
| 2  | Andorra        | MF  | Cristian Martínez |
| 3  | Andorra        | F   | Marc García       |
| 5  | Andorra        | MF  | Luis Blanco       |
| 6  | Andorra        | MF  | Xavier Vieira     |
| 7  | Andorra        | F   | Xavi Carmona      |
| 8  | Uruguay        | MF  | Mario Spano       |
| 9  | Mexiko         | A   | Diego Nájera      |
| 11 | Uruguay        | MF  | Marcelo Tabárez   |
| 13 | Spanien        | MV  | Jesús Coca        |
| 14 | Andorra        | A   | Víctor Bernat     |
| 15 | Andorra        | MV  | Robi              |
| 17 | Franska Guyana | MF  | Steven Leblanc    |
| 18 | Andorra        | A   | Cristian Millán   |

| Nr | Land      | Pos | Namn              |
| -- | --------- | --- | ----------------- |
| 19 | Andorra   | A   | Sebastián Gómez   |
| 20 | Argentina | F   | Matías Rudler     |
| 21 | Spanien   | A   | Marcel Ruiz       |
| 22 | Uruguay   | MV  | José Cortaberrí   |
| 23 | Andorra   | F   | Jordi Rubio       |
| 24 | Argentina | A   | Bruno Volpi       |
| 27 | Andorra   | A   | Gaby              |
| 33 | Argentina | F   | Julián Fernández  |
| 37 | Andorra   | MF  | Marc Pujol        |
|    | Uruguay   | F   | Esteban Mascareña |
|    | Colombia  | F   | Alexis Ordoñez    |